# Balleteatro

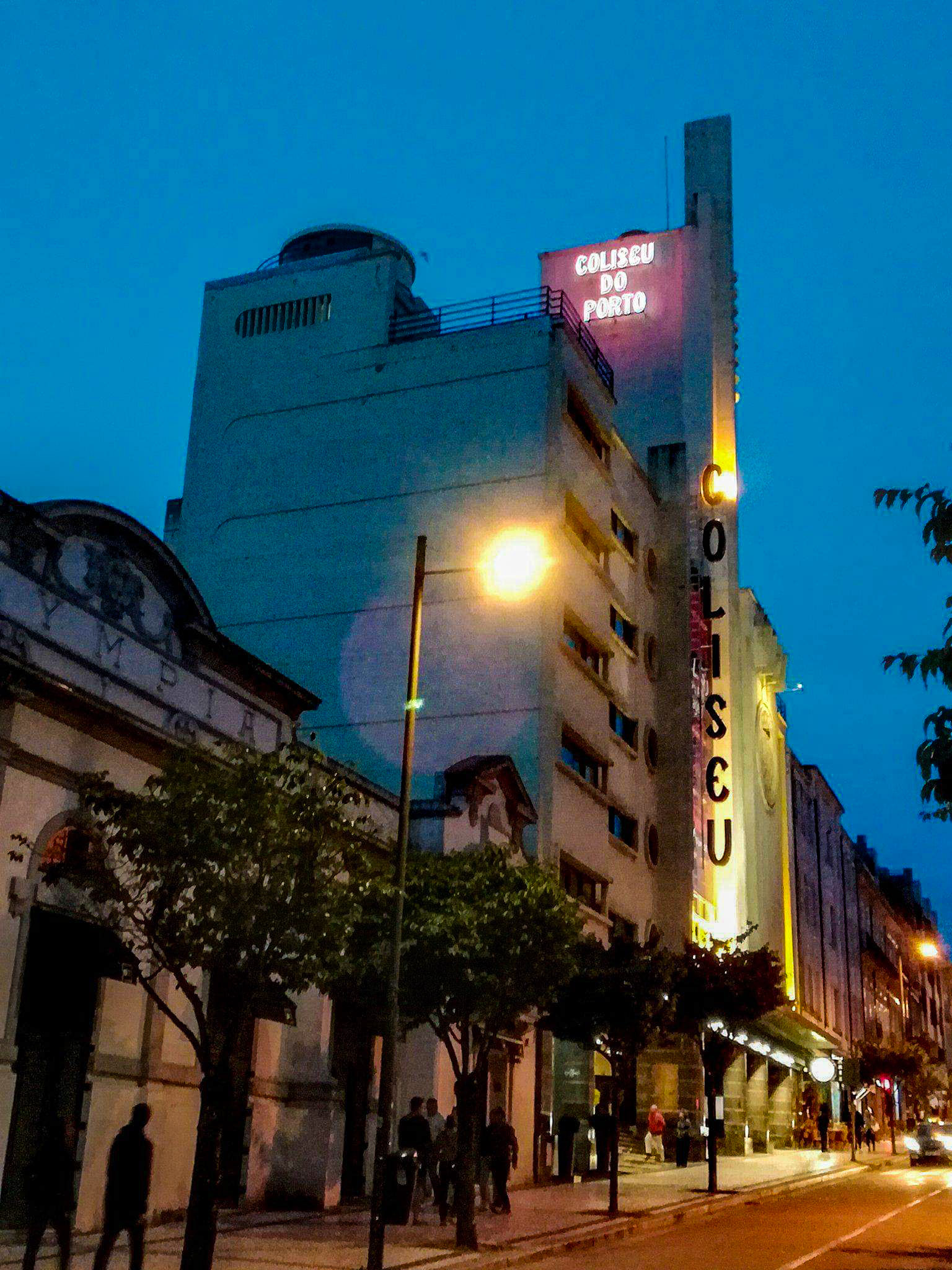
Desde setembro de 2015, o balleteatro é a estrutura residente do Coliseu Porto Ageas

O balleteatro é um centro privado de artes performativas da cidade do Porto, sediado no Coliseu do Porto desde setembro de 2015. É constituído por uma companhia dança e teatro, uma escola profissional, um centro de formação e um centro audiovisual e de edição.
Como distinção pelo trabalho realizado, o balleteatro recebeu em 1999 o prémio Almada, atribuído anualmente pelo Instituto Português das Artes e Espetáculos com o objetivo de destacar os criadores, intérpretes ou estruturas que se tenham distinguido no panorama artístico português, e em 2015 a Medalha Municipal de Mérito - Grau Ouro. O balleteatro é parcialmente financiado pela Câmara Municipal do Porto e pelos Ministérios da Cultura e da Educação, sendo este último destinado ao funcionamento da escola profissional, tendo-lhe sido atribuído em 2021 o estatuto de Entidade de Utilidade Pública.

## História e atividades
O balleteatro foi fundado em 1983 por Isabel Barros, Jorge Levi e Né Barros com a designação de Ballet Teatro Contemporâneo do Porto, adotando-se posteriormente a abreviatura e nome de marca balleteatro. Nos seus primeiros anos contribuiu para a construção na cidade de uma comunidade artística, praticamente inexistente aquando da sua constituição, através de um trabalho ao nível da formação em dança e teatro e da criação de um serviço educativo. De entre o seu serviço educativo, destaque para o "balleteatrinho", um programa criado em 2003 com o objetivo de sensibilizar e introduzir as crianças à dança e ao teatro através de jogos de criatividade e imaginação. Em 1989, foi criada a "Balleteatro Escola Profissional", a primeira escola profissional de teatro e de dança da cidade do Porto e à data a única escola de dança em todo o país.

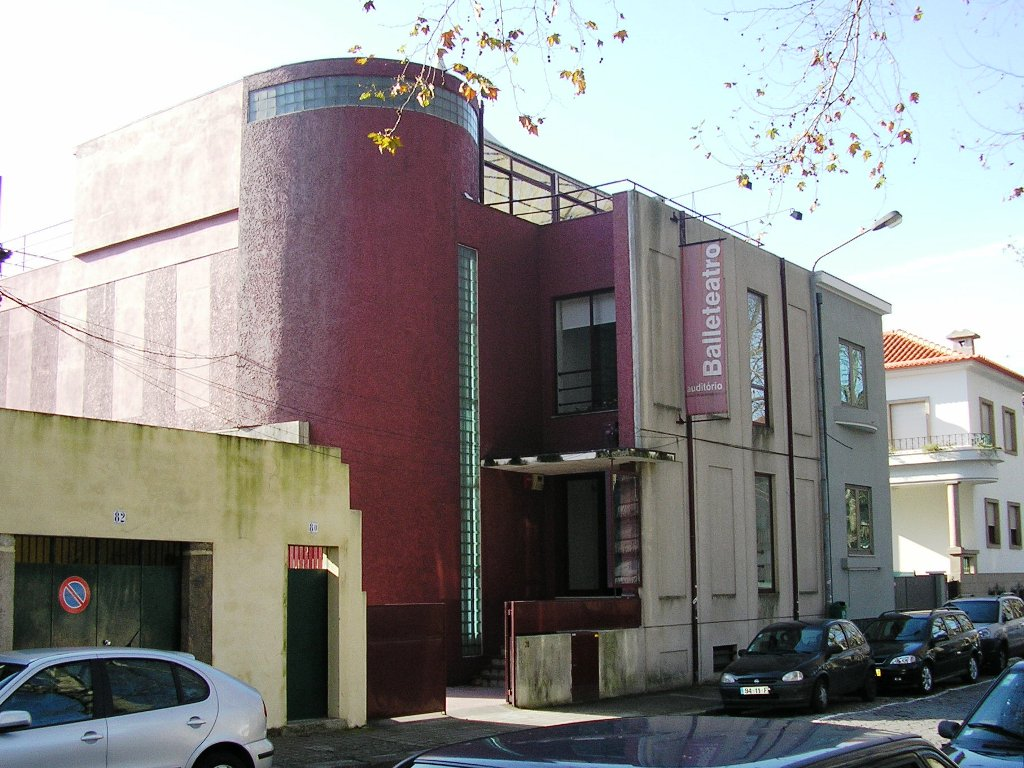
Antigo edifício sede do balleteatro, na Praça de Nove de Abril.

Enquanto espaço de programação, o balleteatro promoveu entre 1998 e 2001 o ciclo "Movimentos", que, entre outros, trouxe pela primeira vez à cidade do Porto nomes internacionalmente reconhecidos da dança contemporânea como Jérome Bel, Mathilde Monnier, Xavier le Roy, Hans Hof Ensemble, Josef Nadj, Mark Tompkins, Jo Fabien, Georges Appaix, Kinkaleri e Raffaella Giordano. O balleteatro participou igualmente ao longo dos anos em ações de programação conjunta com entidades como a Porto 2001, o Teatro Nacional São João, o Museu Nacional Soares dos Reis e a Fundação da Juventude. Atualmente, organiza o festival "Dança.pt", que visa apoiar jovens companhias ou projetos em desenvolvimento, e promove desde 2007 concursos de âmbito nacional e internacional com vista a apoiar projetos em fase de criação, dando aos criadores a oportunidade de desenvolver projetos específicos dentro das artes performativas em condições de imersão criativa. A partir de 2009, o balleteatro deu início a parcerias internacionais com a Plesni Center Tala (Croácia) e com Le Trois C-L (Luxemburgo), estando atualmente representado no Danse à Lille (França) por intermédio de Isabel Barros, que integra o conselho artístico.
O centro de documentação do balleteatro engloba uma biblioteca, uma videoteca e uma audioteca, contabilizando cerca de três mil entradas.